# نیوستات
نیوستات (به هلندی: Nieuwstadt) یک منطقهٔ مسکونی در هلند است که در اخت-سوسترن واقع شده‌است. نیوستات ۳٬۳۴۵ نفر جمعیت دارد.